# AMD K6-2

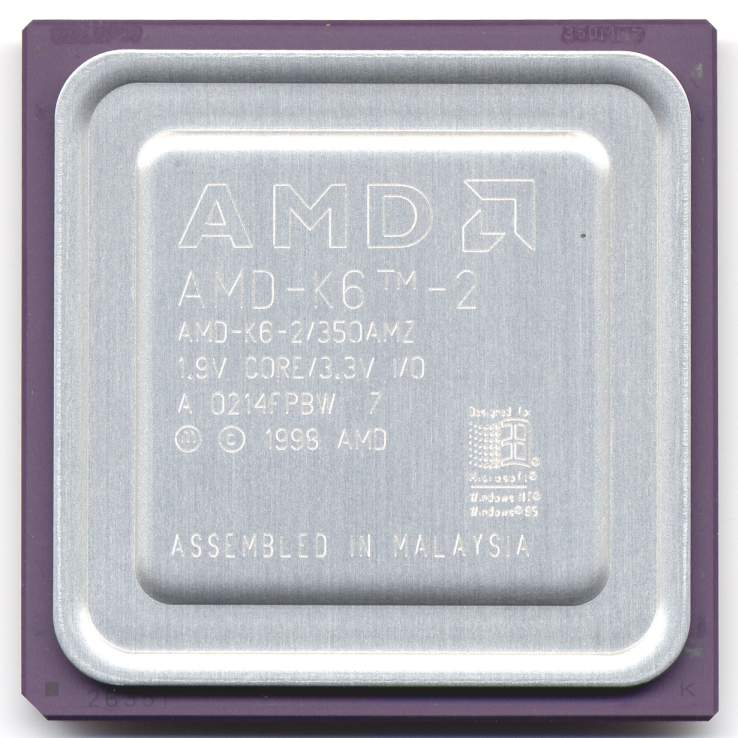
Procesor AMD K6-2

AMD K6-2 był procesorem bazowanym na architekturze x86 produkowanym przez firmę AMD, taktowany zegarem od 233 do 550 MHz. Miał 64 KiB cache (32 KiB przeznaczone na dane i 32 KiB na instrukcje), zasilany był napięciem 2,2 V, produkowany w procesie 0.25 mikrometra, zbudowany był z 9,3 miliona tranzystorów i mógł być używany we wszystkich płytach głównych Socket 7 i Super Socket 7. Jego następcą był AMD K6-III.
K6-2 zaprojektowany został jako alternatywa dla nieco starszego i znacznie droższego Pentium II firmy Intel. Wydajność obu tych układów była podobna: K6 był nieco szybszy w codziennych operacjach komputerowych, Pentium II miał znaczą przewagę w operacjach zmiennoprzecinkowych. K6-2 był jednym z największych sukcesów AMD, jego popularność i dochody jakie przyniósł pozwoliła tej firmie zaprojektować i wypuścić na rynek swój następny procesor Athlon.
K6-2 był pierwszym procesorem w którym wbudowano obsługę operacji zmiennoprzecinkowych SIMD (nazwanych 3DNow!) które znacznie ułatwiały i przyspieszały wykonywanie aplikacji związanych z grafiką trójwymiarową. 3DNow! wyprzedziło pojawienie się na rynku intelowskiego odpowiednika SSE o kilka miesięcy.
Prawie wszystkie K6-2 były zaprojektowane do użycia w płytach głównych Super 7 z główna magistrala taktowaną zegarem 100 MHz. W początkowej fazie najpopularniejszą odmiana K6-2 był K6-2 300, bardzo szybko ustaliła się pozycja rynkowa tego chipu i był on główną alternatywą dla Celerona 300A. Celeron oferował mniejsze, ale za to szybsze cache i znakomitą jednostkę zmiennoprzecinkową, ale K6-2 miał znacznie szybszy dostęp do pamięci RAM i instrukcje graficzne 3DNow!. W tym czasie nowe wersje Pentium II były znacznie szybsze niż obydwa z wyżej wymienionych procesorów, ale były też znacznie droższe.
W miarę postępu czasu, AMD produkował coraz szybsze odmiany K6-2, najbardziej popularne z nich to 350, 400, 450 i 500. W momencie kiedy na rynku pojawiły się odmiany 450 i 500, dostępne już były inne, szybsze procesory ale K6-2 nadal konkurował z Celeronem w kategorii tańszych CPU. Stu megahercowa płyta główna pozwalała na stosunkowo łatwe adaptowanie coraz większych przeliczników taktowania i nawet pod koniec swojej kariery K6-2 był zaskakująco konkurencyjny w stosunku do innych typów procesorów.
Istniała także mało znana odmiana tego chipu K6-2+ z dodatkowym L2 cache o pojemności – 128 kiB, budowany w procesie 0,18 mikrometra (praktycznie, była to mniejsza wersja AMD K6-III+). Ta odmiana była zaprojektowana specjalnie do użycia w komputerach przenośnych i wypuszczona na rynek w momencie kiedy dużą popularność zaczął zdobywać Athlon. Sprzedano go w niewielkich ilościach i choć AMD otwarcie nie reklamował tego, ta odmiana była też dostępna jako normalny procesor do komputerów stacjonarnych.
| Procesor                 | AMD K6-2                                                  |
| ------------------------ | --------------------------------------------------------- |
| Wersje procesorów        | 266, 300, 333, 366, 380, 400, 450, 475, 500, 533, 550 MHz |
| Gniazda                  | Socket 7                                                  |
| Cache L1                 | 64 KiB                                                    |
| Cache L2                 | Na płycie głównej                                         |
| Cache L3                 | Nie                                                       |
| Zegar cache L1           | Pełna szybkość rdzenia CPU                                |
| Zegar cache L2           | Od 66 MHz do 100 MHz                                      |
| Częstotliwość FSB        | 66, 95, 100 MHz                                           |
| Proces produkcji         | 0.25 μm                                                   |
| Obsługa 3DNow!           | Tak                                                       |
| Obsługa MMX              | Tak                                                       |
| Obsługa MPS              | Nie                                                       |
| Napięcie zasilania jądra | od 2,2 V do 2,9 V                                         |
| Napięcie I/O             | od 3,1 V do 3,5 V                                         |
| Napięcie rdzenia         | od 1,4 V do 2,8 V                                         |
| Energooszczędność        | Nie                                                       |

| Procesor                 | AMD K6-2+                   |
| ------------------------ | --------------------------- |
| Wersje procesorów        | 475, 500, 533, 550, 570 MHz |
| Gniazda                  | Socket 7                    |
| Cache L1                 | 64 KiB                      |
| Cache L2                 | 128 KiB                     |
| Cache L3                 | Na płycie głównej           |
| Zegar cache L1           | Pełna szybkość rdzenia CPU  |
| Zegar cache L2           | Pełna szybkość rdzenia CPU  |
| Częstotliwość FSB        | 95, 100 MHz                 |
| Proces produkcji         | 0.18 μm                     |
| Obsługa 3DNow!           | Tak                         |
| Obsługa MMX              | Tak                         |
| Obsługa MPS              | Nie                         |
| Napięcie zasilania jądra | od 2,2 V do 2,9 V           |
| Napięcie I/O             | od 3,1 V do 3,5 V           |
| Napięcie rdzenia         | od 1,4 V do 2,8 V           |
| Energooszczędność        | PowerNow!                   |